# Lycée Carnot
A Lycée Carnot egy állami középiskola és műszaki iskola Párizs 17. kerületben. A Lycée Carnot 1869-ben alakult, eredeti neve École Monge, majd 1895-ben átnevezték.
A gimnázium számos film forgatási helyszíneként szolgált, és gyakran ad otthont a párizsi divathéten divatbemutatóknak. Az épület szíve egy nagy, 80 x 30 méteres helyiség, amelynek üvegtetője Gustave Eiffel által tervezett fémszerkezetre van felszerelve.

## Ismert diákok
- Sabine Azéma(wd) (* 1949), színésznő
- Jacques Chirac (1932–2019), francia politikus, Franciaország elnöke. 1995-ben választották meg először, majd 2002-ben másodszor erre a posztra
- Gilles Deleuze (1925–1995), filozófus
- François Jacob (1920–2013), francia biokémikus, genetikus